# Nanxing (köpinghuvudort i Kina, Shaanxi, lat 33,77, long 106,67)
Nanxing är en köpinghuvudort i Kina. Den ligger i provinsen Shaanxi, i den nordvästra delen av landet, omkring 210 kilometer väster om provinshuvudstaden Xi'an. Antalet invånare är 6 879. Befolkningen består av 3 186 kvinnor och 3 693 män. Barn under 15 år utgör 12,0 %, vuxna 15-64 år 77 %, och äldre över 65 år 10,0 %.
Runt Nanxing är det ganska glesbefolkat, med 23 invånare per kvadratkilometer. Nanxing är det största samhället i trakten. I omgivningarna runt Nanxing växer i huvudsak blandskog.
Genomsnittlig årsnederbörd är 937 millimeter. Den regnigaste månaden är juli, med i genomsnitt 204 mm nederbörd, och den torraste är december, med 2 mm nederbörd.